# Liste der Biografien/Werm
Liste der Biografien |
Portal Biografien |
Personensuche
# |
A |
B |
C |
D |
E |
F |
G |
H |
I |
J |
K |
L |
M |
N |
O |
P |
Q |
R |
S |
T |
U |
V |
W |
X |
Y |
Z |
?
 
Wa |
Wc |
Wd |
We |
Wh |
Wi |
Wj |
Wl |
Wn |
Wo |
Wr |
Ws |
Wt |
Wu |
Ww |
Wy |
Wz
 
Wea |
Web |
Wec |
Wed |
Wee |
Wef |
Weg |
Weh |
Wei |
Wej |
Wek |
Wel |
Wem |
Wen |
Weo |
Wep |
Wer |
Wes |
Wet |
Weu |
Wev |
Wew |
Wex |
Wey |
Wez
 
Wera |
Werb |
Werc |
Werd |
Were |
Werf |
Werg |
Werh |
Weri |
Werj |
Werk |
Werl |
Werm |
Wern |
Wero |
Werp |
Werr |
Wers |
Wert |
Weru |
Werv |
Werw |
Wery |
Werz
Die Liste der Biografien führt alle Personen auf, die in der deutschsprachigen Wikipedia einen Artikel haben. Dieses ist eine Teilliste mit 31 Einträgen von Personen, deren Namen mit den Buchstaben „Werm“ beginnt.

## Werm

### Werma
- Werman, Tom (* 1945), US-amerikanischer Musikproduzent
- Wermann, Friedrich Oskar (1840–1906), Kreuzkantor
- Wermann, Joachim (1925–2016), deutscher Maler

### Werme
- Wermelin, Lea (* 1985), dänische Politikerin der Socialdemokraterne und gegenwärtige Umweltministerin
- Wermeling, Andreas (* 1959), deutscher Kirchenmusiker
- Wermelinger, Daniel (* 1971), Schweizer Fußballschiedsrichter
- Wermelinger, Otto (* 1939), Schweizer Kirchenhistoriker
- Wermelskirch, Johann Georg (1803–1872), evangelisch-lutherischer Theologe
- Wermelskirchen, Natascha, deutsche Fußballspielerin und Teilnehmerin an Special Olympics Weltspielen
- Wermelt, Lena (* 1990), deutsche Fußballspielerin
- Wermer, Heike (* 1988), deutsche Politikerin (CDU), MdL
- Wermer, John (1927–2022), US-amerikanischer Mathematiker
- Wermers, Nicole (* 1971), deutsche Fotografin, Bildhauerin und Installationskünstlerin
- Wermes, Hans (1926–2010), deutscher Historiker und Geschichtsdidaktiker
- Wermeskerken, Sai van (* 1994), japanisch-niederländischer Fußballspieler

### Wermi
- Werminghoff, Albert (1869–1923), deutscher Historiker
- Werminghoff, Joseph (1848–1914), deutscher Unternehmer und Manager im Lausitzer Braunkohlenbergbau
- Wermińska, Wanda (1900–1988), polnische Opernsängerin (Sopran, Mezzosopran)
- Wermischewa, Seda Konstantinowna (1932–2020), sowjetische bzw. armenische Ökonomin und Dichterin

### Wermk
- Wermke, Axel (* 1949), deutscher Lehrer und Synodalpräsident der Evangelischen Landeskirche in Baden
- Wermke, Ernst (1893–1987), deutscher Bibliothekar und Bibliograph
- Wermke, Kathleen, deutsche Biologin und Hochschullehrerin

### Wermu
- Wermusch, Günter (* 1936), deutscher Publizist und Übersetzer
- Wermuth, Adolf (1855–1927), deutscher Jurist, Verwaltungsbeamter und Politiker
- Wermuth, Cédric (* 1986), Schweizer Politiker (SP)Cédric Wermuth (* 1986)

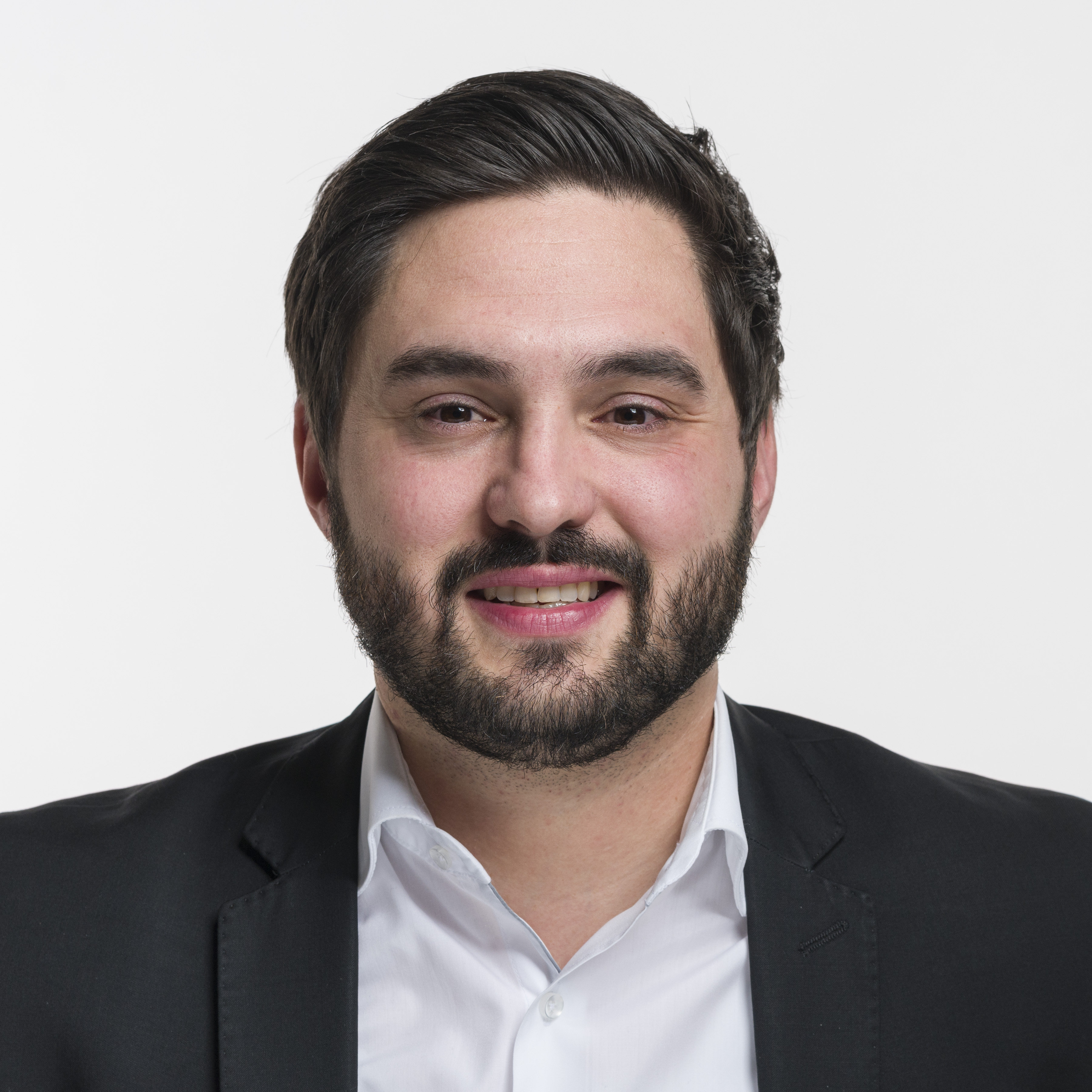
Cédric Wermuth (* 1986)

- Wermuth, Christian (1661–1739), deutscher Medailleur, Buchhändler und Münzpräger
- Wermuth, Georg (1856–1906), sächsischer Generalmajor
- Wermuth, Heinz (1918–2002), deutscher Herpetologe
- Wermuth, Karl (1804–1867), Polizeipräsident von Hannover
- Wermuth, Nanny (* 1943), deutsche Statistikerin
- Wermuth, Otto (1886–1919), deutscher Verwaltungsbeamter